# Bežovce

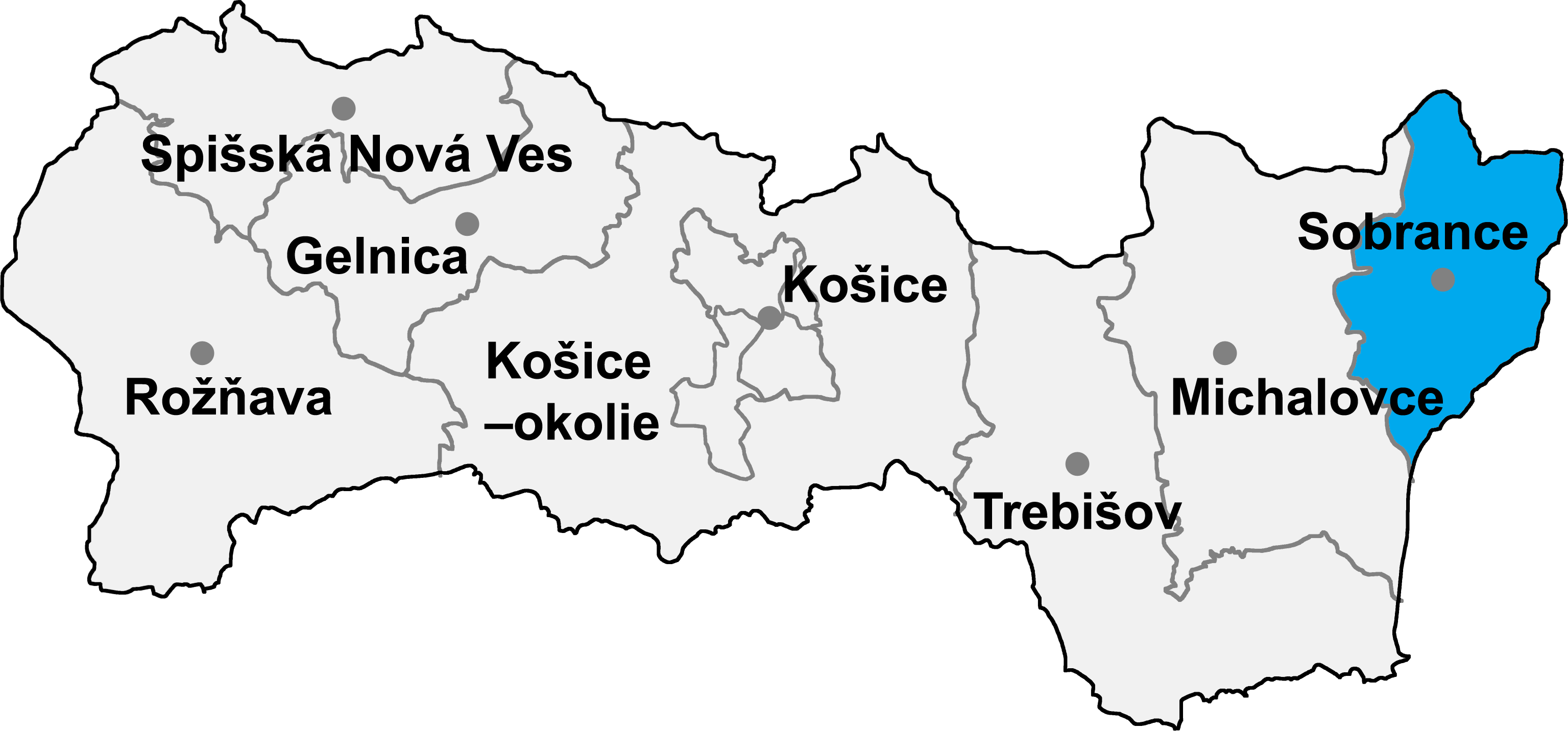
okres Sobrance

Bežovce jsou obec na Slovensku. Nachází se v Košickém kraji, v okrese Sobrance. Obec má rozlohu 29,51 km² a leží v nadmořské výšce 105 m. V roce 2011 v obci žilo 996 obyvatel. První písemná zmínka o obci pochází z roku 1214.